# Asafa Powell
Asafa Powell   (Spanish Town, 23 de novembre de 1982) és un velocista jamaicà retirat que es va especialitzar en els 100 metres llisos. Va establir el rècord mundial dels 100 metres dues vegades, entre juny de 2005 i maig de 2008 amb temps de 9,77 i 9,74. segons. Powell ha superat constantment la barrera dels 10 segons en competició, amb la seva millor marca personal de 9,72. ocupa el quart lloc a la llista històrica d'atletes masculins de 100 metres. A data d'1 de setembre de 2016, Powell ha superat la barrera dels 10 segons més vegades que ningú: 97 vegades. Actualment ostenta el rècord mundial dels 100 metres llisos amb un temps de 9,09 s, establert el 27 de maig de 2010 a Ostrava, República Txeca. El 2016 va aconseguir el títol olímpic en la prova de relleus 4×100 metres.
El 9 de setembre de 2007, durant les semifinals de la reunió d'atletisme de Rieti (Itàlia), va rebaixar en tres centèsimes el seu propi rècord del món dels 100 metres llisos, deixant-lo en 9.74 segons, amb un vent a favor d'1,70 m/s en els 100 m, complint així la promesa que havia fet anteriorment després de la seva medalla de bronze a Osaka, que batria el rècord a finals d'any. Això pretenia compensar la decepció de no haver aconseguit ser Campió del Món. Sorprenentment, Powell va anar afluixant el ritme en els darrers metres de la seva cursa rècord, cosa que indica que estava guardant forces per a la final. A la final, Powell va acabar amb 9.78 s (0 m/s de velocitat del vent) i va millorar el seu temps de semifinal quan es va ajustar per l'assistència del vent.
Va ser guardonat atleta de l'any 2006 per la IAAF.

## 100 metres llisos

###### Millor marca personal
Lausanne (Suïssa): 9'72 segons (+0'2)

#### Premis
| 2n a la Final d'Atletisme de la IAAF | Primera final  | Mònaco | 18 de setembre de 2004 |
| 28è Jocs Olímpics                    | Cinquena final | Atenes | 22 d'agost de 2004     |
| 1r a la Final d'Atletisme de la IAAF | Setena final   | Mònaco | 13 de setembre de 2003 |
| ------------------------------------ | -------------- | ------ | ---------------------- |

## 200 metres llisos

#### Millor marca personal
Kingston (Jamaica): 19'90 segons (+1'3)

#### Premis
| 2n a la Final d'Atletisme de la IAAF | Primera final    | Mònaco | 19 de setembre de 2004 |
| 28è Jocs Olímpics                    | Quarta semifinal | Atenes | 25 d'agost de 2004     |
| ------------------------------------ | ---------------- | ------ | ---------------------- |

## 400 metres llisos

###### Millor marca personal
Sydney (Australia): 45'94 segons